# S/S Southern Actor
Southern Actor är ett norskt ångfartyg som byggdes 1950 vid Smith’s Dock Co Ltd. i Middlesbrough i England
som valfångstfartyg åt Sevilla Whaling Co Ltd.
Fartyget hade norsk personal och disponerades av Chr. Salvesen & Co i Leith i Skottland som drev två flytande valkokerier i Södra ishavet och en valfångststation i Leith Harbour i Sydgeorgien. Hon lades upp år 1962 och såldes i mars  till 1964 til E. Aarseth & Co i Ålesund och fick namnet Polarbris 8 med hemmahamn i Tromsø. Fartyget var i tjänst till 1971, då valstationen på Skjelnan avvecklades, och såldes därefter till spanska Industria Ballenera SA i Vigo och bytte namn till Ibsa Uno.

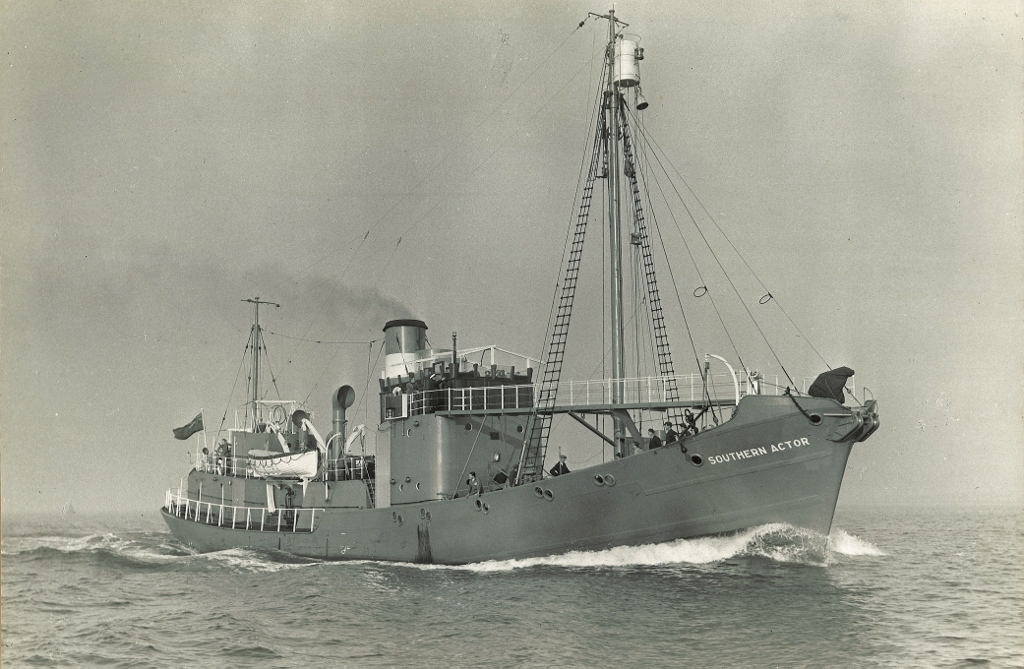
Southern Actor, 1950.

År 1981 sänktes hon av Paul Watson och Sea Shepherd som sprängde ett hål i fartygssidan med hjälp av en bomb som de hade fäst på skrovet. Hon bärgades och reparerades och seglade under namnet 
Itaxa III till 1989 då hon såldes till skrotning.

## Museumsfartyg
Valfångsten i Sandefjord tog slut 1968 men man ville bevara ett valfångstfartyg och lyckades köpa Itaxa III på varvet i Cee och bogsera henne till Sandefjord under det tillfälliga namnet Pingvin.
Hon renoverades och återfördes till sitt ursprungliga utseende. År 
1995 var Southern Actor färdigrenoverad och målad i Salvesens färger och samma år skyddades hon av Riksantikvaren som också bidrar till underhåll av fartyget.
Southern Actor är fullt funktionsduglig och ett gott exempel på de valfångstfartyg som användes efter andra världskriget i perioden 1945–1955.